# إدواردو كابرا
إدواردو خوسيه كابرا مارتينيز (من مواليد 10 سبتمبر 1979 في سانتورسي، سان خوان، بورتوريكو)،  اشتهر باسمه المسرحي «فيزيتانتي كالي 13» أو «فيزيتانتي» أو مؤخرًا «كابرا»  هو منتج وموسيقي وملحن بورتوريكي وعازف متعدد الآلات. اشتهر بسبب فرقة بورتوريكو كالي 13 ، التي شارك في تأسيسها مع شقيقه غير الشقيق رينيه بيريز جوغلار ("ريزيدينتي").

## روابط خارجية
- كالي 13 الموقع الرسمي

قالب:Calle 13